# Zach Apple
Zachary Douglas „Zach“ Apple (* 23. April 1997 in Trenton) ist ein US-amerikanischer Schwimmer. Er gewann zwei Goldmedaillen bei den Olympischen Sommerspielen 2020 in Tokio.

## Karriere
Apple gewann bei seinen ersten Weltmeisterschaften, 2017 in Budapest, durch Teilnahme am Vorlauf Gold mit der 4 × 100-m-Freistilstaffel.
Bei den folgenden Weltmeisterschaften, 2019 in Gangju, stellte Apple mit der gemischten Staffel über 4 × 100 m Freistil mit einer Zeit von 3:19,40 Minuten einen neuen Weltrekord auf. Insgesamt gewann er vier Medaillen, davon zwei Goldmedaillen.
Bei den Olympischen Spielen im Jahr 2021 verfehlte Apple mit einer Zeit von 48,04 Sekunden den Einzug in das Einzelfinale über 100 m Freistil. In den drei Staffelwettbewerben der Männer nahm er jeweils am Finale teil.
Über 4 × 100 m Freistil wurde er Olympiasieger, während er mit der Staffel über 4 × 200 m Freistil mit dem vierten Platz eine Medaille verpasste, wodurch die Siegesserie der Vereinigten Staaten seit den Olympischen Spielen 2004 in Athen gebrochen wurde. Von den boykottierten Olympischen Sommerspielen 1980 in Moskau abgesehen verpassten die Vereinigten Staaten nie zuvor das olympische Podium bei einem Staffelwettbewerb im Schwimmen der Männer.
Apple schloss die Olympischen Spiele in Tokio mit einem neuen Weltrekord über 4 × 100 m Lagen ab, den er im Finale am 1. August zusammen mit Ryan Murphy, Michael Andrew und Caeleb Dressel aufstellte.